# Хадым Месих Мехмед-паша
Хады́м Меси́х Мехме́д-паша́ (тур. Hadim Mesih Mehmed Paşa; 1495 — 1589 или 1592) — великий визирь Османской империи с 1 ноября 1585 года по 14 апреля 1586 года в период правления султана Мурада III.

## Биография

### Начало карьеры
Нет информации о первых годах его жизни. Ходят слухи, что одно из его имён — «Сулейман». Предположительно он был славянского происхождения и попал в Стамбул по девширме. Его карьера началась во дворце, когда он служил агой белых евнухов — отсюда и лакаб «Хадым», означающее «евнух». Согласно Й. Хаммеру, когда Месих-паша стал великим визирем, ему было девяносто лет, однако это преувеличение, связанное с тем, что он занял пост в преклонном возрасте. При вступлении на трон Мурада III в 1574 году Мехмед занимал должность килдраджибаши.
Мустафа Али, Ибрагим Печеви и другие османские историки сообщали, что в июне 1574 года при сильном пожаре в подвале пострадали все запасы, в том числе — продовольствия. Большинство источников согласны с тем, что Месих Мехмед-ага был казначеем во время пожара. Чтобы наладить восстановление запасов 22 сентября 1574 года он получил титул паши, звание визиря и был назначен бейлербеем Египта. Месих Мехмед-паша отправился в Египет и оставался там минимум 5 лет. Проявленные им администраторские способности привели к тому, что он был переведён в Стамбул в октябре 1579 года и в 1581 году получил звание третьего визиря. По словам историка И. Данишменда, Месих-паша правил в Египте тиранически жестоко: он казнил за шесть лет больше тысячи человек.
В июне 1582 года как визирь Мехмед принимал участие в церемонии сюннета сына Мурада, шехзаде Мехмеда. Как и все визири, он смотрел развлечения со специальной трибуны. Великим визирем в это время был Коджа Синан-паша, Месих-паша был третьим визирем. Месих-паша преподнёс наследнику четырёх лошадей, два из которых в полной экипировке, и сто пятьдесят предметов одежды, стоимостью тридцать тысяч дукатов. 17 декабря 1583 года как визирь Месих Мехмед-паша среди других чиновников участвовал в церемонии проводов шехзаде в Манису, где наследник занял пост санджакбея.
Через три дня после снятия с поста Канижели Сиявуша-паши 28 июля 1584 года великим визирем стал Оздемироглу Осман-паша. Когда Осман-паша покинул столицу как сердар иранской кампании, Месих-паша получил пост второго визиря.

### Назначение великим визирем
29 октября 1585 года, через несколько дней после захвата Тебриза, умер Оздемироглу Осман-паша. Новость о смерти сердара и великого визиря прибыла в Стамбул 1 декабря 1585 года. Осман-паша перед смертью в письме рекомендовал султану назначить на пост великого визиря Синана Джигалазаде, шейх-аль-ислам Саад-эд-дин советовал Ферхада-пашу, но султан дал государственную печать Месиху-паше, а вторым визирем стал Канижели Сиявуш-паша. Первой задачей Месиха-паши была организация торжеств в Стамбуле в честь завоевания Османом-пашой Тебриза. Самым важным вопросом в период недолгого визирата Месиха-паши было сохранить город до весны, когда восстановятся османские войска. В связи с этим Месиха-пашу беспокоил вопрос компетентности Джигалазаде Синана-паши, назначенного Османом-пашой своим заместителем. Великий визирь написал запросы визирям, улемам, шейх-аль-исламу и казаскеру и попросил их высказать своё мнение, а полученные ответы передал Мураду. Итогом этого стало назначение в иранскую кампанию новым сердаром с широкими полномочиями Ферхада-паши. Он завершил все приготовления и весной отбыл на восток. Одним из первых действий Месиха-паши в качестве великого визиря стала замена всех чиновников дивана. Месих-паша уволил реис-уль куттаба Хамзу-челеби и заменил его Кючюк Хасаном-беем, вышедшим из гарема, как и сам Месих, однако через некоторое время Хамза-челеби добился у султана опять назначения на ту же должность. Месих-паша пробовал возражать, но Мурад III выразил неудовольствие поведением великого визиря. 14/15 апреля, после немногим более четырёх месяцев пребывания в должности, Месих-паша был снят с поста. Относительно причины смещения Месиха-паши у османских хронистов и современных историков нет единого мнения. В некоторых источниках говорится, что Месих-паша добровольно подал в отставку или из-за своей старости, или из-за разногласий с султаном относительно кандидатуры реис-уль куттаба. По слухам, Месих-паша сказал: «Великий визирь, который не независим, не может работать» или «Не хочу притворяться, что я великий визирь». Однако существует и другая точка зрения, что Месих-паша был уснят с поста согласно фетве шейх-аль-ислама Чивизаде Мехмеда-эфенди, а не ушёл добровольно.
Выйдя в отставку, Месих-паша ушёл из общественной жизни. Он умер в 1589/1592 году и похоронен в тюрбе перед мечетью, построенной для него учеником мимара Синана в 1585/86 году в квартале Карагимрюк в районе Фатих в Стамбуле.